# 櫻井拓也
櫻井 拓也（さくらい たくや、1988年9月17日 - 2019年9月24日）は、日本の俳優。神奈川県出身。

## 略歴
城郷高校、日本映画学校を卒業し、2010年に井土紀州がメガホンを取った『犀の角』で主演を務め俳優デビュー。2014年に公開された『花火思想』では第88回キネマ旬報ベスト・テンの主演男優賞6位に選出された。その後、成人映画、インディーズ映画を中心に活躍。誠実な青年から個性豊かな役まで、はたまた主演から脇役まで幅広い役柄をこなす。2018年に第30回ピンク大賞男優賞受賞。
急性心機能不全症のため2019年9月24日4時50分に死去。31歳没。直前まで変わりなく役者活動を行っており、死去の前週にも撮影に参加していた。告別式が行われた9月28日は本来、埼玉県で先行公開の映画『漫画誕生』の舞台挨拶に登壇予定の日だった。
上野オークラ劇場では在りし日の功績に敬意を表し、2019年10月25日から31日までの1週間『櫻井拓也追悼上映』とし、新作を含む3本立てすべてを出演作の上映とする。
2020年2月29日から3月6日まで、渋谷・ユーロスペース、ユーロライブにて出演作14作品（ショートムービー含む）の特集上映「次の主役は、お願いします」を開催。
2020年4月に発表されたピンク映画ベストテンで主演男優賞を受賞。

## 主な出演

### 映画
インデントが下がっている作品は上記作品のR-15版タイトル。
- 犀の角（2010年11月16日、監督：井土紀州）主演[7]
- アウトフォーカス（2012年3月31日、監督：野崎芳史）
- 青二才（2013年1月5日、アートポート、監督：サトウトシキ）
- きをつけてね（2013年2月2日、監督：岡太地）
- マリア狂騒曲（2013年11月30日、アートポート、監督：井土紀州）
- 花火思想（2014年1月25日、すかいふぃっしゅ、監督：大木萠） - 優介 役[8]
- 川下さんは何度もやってくる（2014年5月24日、アートポート、監督：いまおかしんじ）
- 恋のプロトタイプ（2014年8月2日、アートポート、監督：中村公彦）主演[9]
- 帰れない三人 快感は終わらない（2015年、監督：いまおかしんじ） - 段田五郎 役
- 夢の女　ユメノヒト（2016年4月9日、インターフィルム、監督：坂本礼）[10]
- 感じるつちんこ　ヤリ放題！（2017年1月27日、オーピー映画、監督：いまおかしんじ） - 土田一郎 役
  - 夫がツチノコに殺されました。（2017年7月9日、オーピー映画、監督：いまおかしんじ） - 土田一郎 役
- レンタル女子大生　肉欲延滞中（2017年3月17日、オーピー映画、監督：竹洞哲也） - 池田輝雄 役
  - サイコウノバカヤロウ（2017年7月3日、オーピー映画、監督：竹洞哲也） - 池田輝雄 役
- 夏の娘たち　ひめごと（2017年7月1日、インターフィルム、監督：堀禎一）
- 熟女ヴァージン　揉まれて港町（2017年4月28日、オーピー映画、監督：竹洞哲也）- 岡本雅也 役[11]
  - 出会ってないけど、さようなら（2017年7月1日、オーピー映画、監督：竹洞哲也） - 岡本雅也 役[12]
- 女ゆうれい　美乳の怨み（2017年8月4日、オーピー映画、監督：山内大輔） - 准也 役
  - 赤いふうせん（2018年8月28日、オーピー映画、監督：山内大輔） - 准也 役
- オレとアイツの集金旅行（2017年8月9日、オーピー映画、監督：いまおかしんじ） - トオル 役[13]
- 湯けむりおっぱい注意報（2017年9月8日、オーピー映画、監督：小川欽也）‐ 北村拓哉 役[14]
- 悶絶上映　銀幕の巨乳（2017年9月29日、オーピー映画、監督：加藤義一） - 福山一夫 役[15]
- ひまわりDays　全身が性感帯（2017年10月13日、オーピー映画、監督：山内大輔） - カズオ 役
  - ひまわりDays（2018年8月29日、オーピー映画、監督：山内大輔） - カズオ 役
- ヤリ頃女子大生　強がりな乳房（2017年11月17日、オーピー映画、監督：竹洞哲也） - 中村修吾 役
  - いつかのナツ（2018年8月28日、オーピー映画、監督：竹洞哲也） - 中村修吾 役
- 青春夜話 Amazing Place（2017年12月2日、監督：切通理作） - 缶蹴り高校生 役[16]
- スペルマーダー　嵐を呼ぶエクスタシー（2017年12月22日、オーピー映画、監督：国沢実） - 平野誠 役
- 闇金ぐれんたい（2018年1月20日、ブロードウェイ、監督：いまおかしんじ）
- 名前のない女たち うそつき女（2018年2月3日、渋谷プロダクション）
- おっとり姉さん　恥骨で誘う（2018年2月9日、オーピー映画、監督：竹洞哲也） - 遠藤長生 役[17]
- さかり荘　メイドちゃんご用心（2018年3月9日、オーピー映画、監督：加藤義一） - 音更昭 役[18]
- フェチづくし　痴情の虜（2018年3月30日、オーピー映画、監督：高原秀和） - 滝川勇気 役
- 天使じゃないッ！（2018年4月14日、日本出版販売、監督：櫻井信太郎） - 雑貨屋店主 役
- 青春のささくれ　不器用な舌使い（2018年4月20日、オーピー映画、監督：竹洞哲也） - 御木本伸介 役[19]
- 白衣の妹　無防備なお尻（2018年6月15日、オーピー映画、監督：加藤義一） - 正岡栄太郎 役[20]
- 熟女の誘惑　入れ食いの宿（2018年9月7日、オーピー映画、監督：小川欽也） - 北村圭一 役[21]
- 平成風俗史 あの時もキミはエロかった（2019年7月26日、オーピー映画、監督：竹洞哲也） - 戸沢正太 役[22]
- 溺愛　調教の記憶（2018年10月2日、オリジナルビデオ、監督:江尻大）
- トーキョー情歌 ふるえる乳首（2018年10月19日、オーピー映画、監督：髙原秀和） - 佐藤役[20]
  - まん・なか　―You’re My Rock―（2019年8月29日、オーピー映画、監督：髙原秀和） - 佐藤役[20]
- 遠藤家遺産戦争（2018年9月7日、オーピー映画、監督：竹洞哲也） - 遠藤長生 役
- 止められるか、俺たちを（2018年10月13日、若松プロダクション/スコーレ、監督：白石和彌）
- 痴漢電車　食い込み夢マッチ（2019年1月1日、オーピー映画、加藤義一監督） - 渡瀬望 役
- 密通の宿　悦びに濡れた町（2019年2月8日、オーピー映画、竹洞哲也監督） - 表野六児 役
- 牝と淫獣　お尻でクラクラ（2019年3月29日、オーピー映画、後藤大輔監督） - ター君 役[23]
  - 死にたくなるよと夜なくタニシ（2019年、オーピー映画、後藤大輔監督） - ター君 役[23]
- ホロ酔いの情事　秘め事は神頼み（2019年4月19日、オーピー映画、竹洞哲也監督） - 高井大輝 役
  - 言えない気持ちに蓋をして（2019年8月23日、オーピー映画、監督：竹洞哲也） - 高井大輝 役
- 人妻の吐息　淫らに愛して（2019年5月3日、オーピー映画、加藤義一） - 岡倉勇 役[24]
- 変態怪談　し放題され放題（2019年8月16日、オーピー映画、監督：山内大輔） - 田村 役[25]
- 濡れた愛情ふしだらに温めて（2019年3月1日、オーピー映画、監督：高原秀和） - アナル先生 役
  - いつか…（2019年8月23日、オーピー映画、監督：高原秀和） - アナル先生 役
- 風俗図鑑　ヤレない男たち（2019年8月23日、オーピー映画、監督：竹洞哲也） - 戸沢正太 役[26]
  - ちゃのまつかのま（2019年、オーピー映画、監督：竹洞哲也） - 戸沢正太 役
- 不倫、変態、悶々弔問（2019年10月25日、オーピー映画、監督：竹洞哲也） - 高木賢介 役
- 漫画誕生（2019年11月30日、アースゲート、contrail、監督：大木萠） - 小川治平 役[27]
- 発情物語　幼馴染はヤリ盛り（2019年12月27日、オーピー映画、監督：竹洞哲也） - 池田輝雄 役[28]
  - サイコウノバカヤロウ-青森純情編-（2020年10月24日、オーピー映画）
- 短篇集 さりゆくもの「もっとも小さい光」（2021年2月20日、ぴんくりんくフイルム）[29]